# Masłowice (gmina)

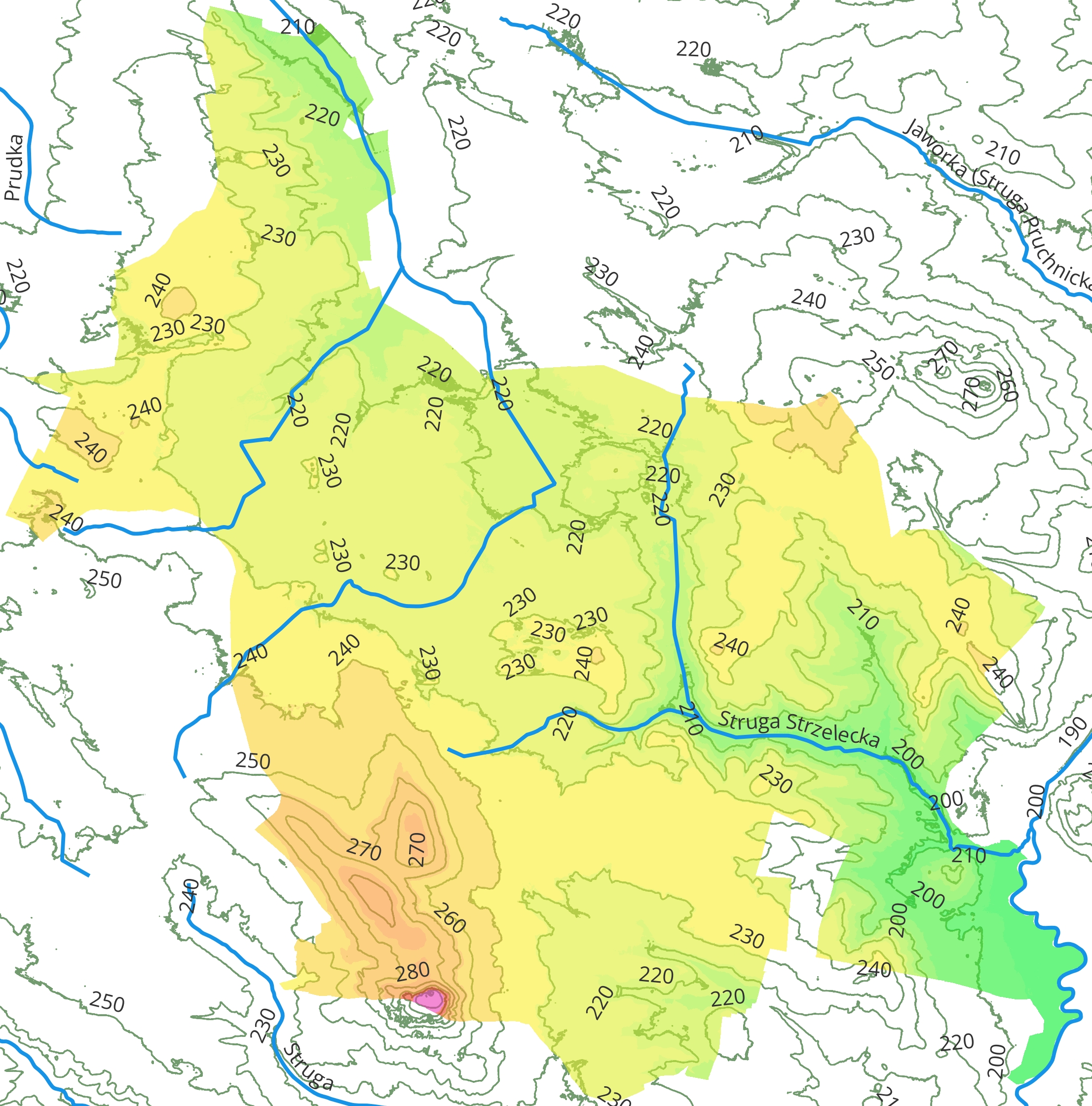
gmina Masłowice - ukształtowanie powierzchni

Masłowice – gmina wiejska w województwie łódzkim, w powiecie radomszczańskim. W latach 1975–1998 gmina położona była w województwie piotrkowskim.
Siedziba gminy to Masłowice.
Według danych z 30 czerwca 2010 gminę zamieszkiwało 4260 osób. Natomiast według danych z 31 grudnia 2017 roku gminę zamieszkiwały 4183 osoby.

## Struktura powierzchni
Według danych z roku 2002 gmina Masłowice ma obszar 116,2 km², w tym:
- użytki rolne: 72%
- użytki leśne: 16%

Gmina stanowi 8,05% powierzchni powiatu.

## Demografia

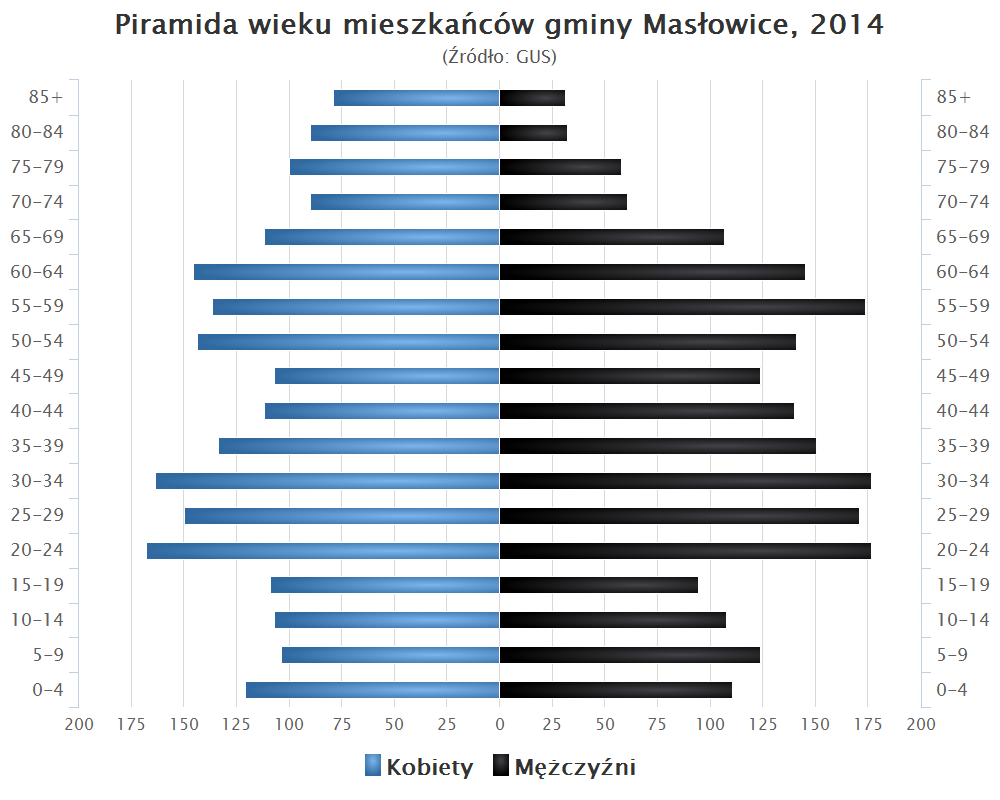
Piramida wieku mieszkańców gminy Masłowice w 2014 roku

Dane z 30 czerwca 2010:
| Opis                              | Ogółem | Ogółem | Kobiety | Kobiety | Mężczyźni | Mężczyźni |
| --------------------------------- | ------ | ------ | ------- | ------- | --------- | --------- |
| jednostka                         | osób   | %      | osób    | %       | osób      | %         |
| populacja                         | 4260   | 100    | 2151    | 50,5    | 2109      | 49,5      |
| gęstość zaludnienia (mieszk./km²) | 37     | 37     |         |         |           |           |

## Rezerwaty przyrody
Na terenie gminy znajduje się rezerwat przyrody Góra Chełmo chroniący wzgórze porośnięte lasem mieszanym, zbudowane z piaskowców dolnokredowych, będące ostańcem, oraz leżące tam grodzisko.

## Sąsiednie gminy
Gorzkowice, Kobiele Wielkie, Kodrąb, Łęki Szlacheckie, Przedbórz, Ręczno, Wielgomłyny